# تلوريد
التلوريد هو مركب مكون من التلوريوم وأحد المعادن.